# Unis vers l'uni
Albums de Michel Jonasz
Tristesse
(1983) Michel Jonasz en concert au Palais des sports
(1986)
Unis vers l'uni est le huitième album studio de Michel Jonasz, sorti en 1985 chez Atlantic Records. Il demeure à ce jour le plus grand succès, en matière de ventes, de la carrière de Jonasz. Trois singles, dont La Boîte de jazz, qui remporte la Victoire de la chanson originale, sont parus.

## Historique
Bien qu'il soit devenu une des valeurs sûres de la chanson française depuis les années 1970 avec notamment les chansons Les Vacances au bord de la mer, Je suis venu te dire que je t'attends, J'veux pas qu' tu t'en ailles et Lucille, qui sont des tubes, ce n'est qu'avec l'album Unis vers l'uni que Michel Jonasz obtient l'un des plus grands succès commerciaux de sa carrière. Dédié à sa fille Hannah, née en novembre 1984, l'album contient notamment La Boîte de jazz qui sera l'un des tubes de l'année 1985.
Jonasz sera nommé six fois lors des premières Victoires de la musique, le 27 novembre 1985. Cet album obtiendra trois récompenses : meilleur interprète, meilleure chanson avec La Boîte de jazz et la récompense de meilleure réalisation d'album décernée aux musiciens arrangeurs Kamil Rustam, Manu Katché et Jean-Yves D'Angelo.
L'album sera couronné par un succès en matière de ventes, puisque, vendu à 703 900 exemplaires, il sera certifié disque d'or (pour plus de 100 000 exemplaires vendus), puis disque de platine (plus de 700 000 exemplaires vendus).

## Titres
Toutes les chansons sont écrites et composées par Michel Jonasz.
| No  | Titre                               | Durée |
| --- | ----------------------------------- | ----- |
| 1.  | Unis vers l'uni                     | 5:02  |
| 2.  | Nos deux noms                       | 3:39  |
| 3.  | La Boîte de jazz                    | 3:02  |
| 4.  | Les Traces derrière nous            | 4:43  |
| 5.  | Les Lignes téléphoniques            | 2:28  |
| 6.  | Ray Charles                         | 4:45  |
| 7.  | Le Cœur d'un enfant                 | 2:31  |
| 8.  | La F.M. qui s'est spécialisée funky | 4:48  |
| 9.  | La Bossa                            | 3:20  |
| 10. | Toutes ces choses                   | 4:30  |

## Crédits
- Batterie : Manu Katché
- Basse : Michel Alibo, Dominique Bertram
- Guitare : Kamil Rustam
- Clavier  : Gabriel Yared, Michel Jonasz
- Synthétiseur et piano  : Jean-Yves D'Angelo, Michel Jonasz, Christophe Soullier, Georges Rodi
- Trompette : Freddy Hovsepian
- Cuivres : Les M.J. Horns
- Percussions : Marc Chantereau, Robert Thomas Jr., Patrick Rousseau
- Backing vocals : Arthur Simms et Johnny Simms
- Arrangements : Jean-Yves D'Angelo, Kamil Rustam et Manu Katché (sur Unis vers l'uni, La Boîte de Jazz, Ray Charles et La F.M. s'est spécialisé funky)
- Réalisations musicales : Gabriel Yared et Georges Rodi (sur Nos Deux Noms, Les Lignes téléphoniques, Le Cœur d'un enfant et Toutes ses choses)

## Classement
| Classement (1985) | Meilleure place |
| ----------------- | --------------- |
| France (SNEP)     | 2               |